# Eurocup
L'EuroCup (fino al 2008 denominata ULEB Cup) è una competizione di pallacanestro internazionale per club.

## Storia

Vecchio logo della ULEB Cup

L'EuroCup viene organizzata annualmente a partire dal 2002, quando ha sostituito la Coppa Korać e la Coppa Saporta. La prima squadra ad aggiudicarsi questo trofeo è stata il Valencia. La prima stagione è stata decisa da una finale con formula di andata e ritorno, mentre dalla stagione successiva il trofeo è stato assegnato per quattro anni in una finale unica sul campo neutro di Charleroi in Belgio.
Dalla stagione 2007-2008 è stata introdotta per la prima volta la formula della Final Eight, che si svolse dal 10 al 13 aprile al Palavela di Torino (vinse la Joventut Badalona). Dopo soli due anni, la formula della Final Eight è stata sostituita dalla Final Four (prima edizione con questa formula, la stagione 2009-2010). Nel 2012-2013 si è tornati alla finale in gara unica sul campo neutro di Charleroi, mentre (un solo anno dopo) si è ritornati alla formula della prima stagione con il trofeo assegnato in una finale con formula di andata e ritorno. E come nella stagione 2002-2003 è stato il Valencia ad aggiudicarsi il titolo. Per la stagione 2014-2015 la ULEB ha comunque annunciato nuovi cambiamenti alla formula.

## Formula
Partecipano 20 squadre che vengono inserite in due gironi all'italiana da 10 squadre ciascuno. Le prime sei di ciascun gruppo avanzano al turno successivo a eliminazione diretta. Le ultime quattro classificate di ciascun girone vengono eliminate. Ottavi, quarti, semifinali e finale si giocano con gara secca. La vincente e la finalista di questo torneo si qualificano di diritto all'Eurolega dell'anno successivo.

## Albo d'oro
| Anno      |                    | Finale 1º/2º posto       | Finale 1º/2º posto          | Finale 1º/2º posto        |                         | 3º/4º posto            | 3º/4º posto              |
| Anno      | Campione           | Punteggio                | Secondo posto               |                           |                         |                        |                          |
| 2002-2003 | Valencia BC        | 168-154 (78-90 / 78-76)  | Krka Novo Mesto             | Adecco Estudiantes        | DKV Badalona            |                        |                          |
| 2003-2004 | Hapoel Gerusalemme | 83-72                    | Real Madrid                 | FMP Reflex Železnik       | Estudiantes Madrid      |                        |                          |
| 2004-2005 | Lietuvos rytas     | 78-74                    | Makedonikos                 | Valencia BC               | Hemofarm Vršac          |                        |                          |
| 2005-2006 | Dinamo Mosca       | 73-60                    | Aris Salonicco              | Migdal Hapoel Gerusalemme | Hemofarm Vršac          |                        |                          |
| 2006-2007 | Real Madrid        | 87-75                    | Lietuvos rytas              | UNICS Kazan'              | FMP Reflex Železnik     |                        |                          |
| 2007-2008 | Joventut Badalona  | 79-54                    | Akasvayu Girona             | Dinamo Mosca              | Galatasaray Istanbul    |                        |                          |
| 2008-2009 | Lietuvos rytas     | 80-74                    | Chimki Mosca                | Hemofarm Vršac            | CB Bilbao               |                        |                          |
| 2009-2010 | Valencia BC        | 67-44                    | Alba Berlino                | CB Bilbao                 | Panellīnios             |                        |                          |
| 2010-2011 | UNICS Kazan'       | 92-77                    | Cajasol Siviglia            | Cedevita Zagabria         | Benetton Bwin Treviso   |                        |                          |
| 2011-2012 | Chimki Mosca       | 77-68                    | Valencia BC                 | Lietuvos rytas            | Spartak San Pietroburgo |                        |                          |
| 2012-2013 | Lokomotiv Kuban    | 75-64                    | CB Bilbao                   | Valencia BC               | Budivelnyk Kiev         |                        |                          |
| 2013-2014 | Valencia BC        | 165-140 (80-67 / 73-85)  | UNICS Kazan'                | Nižnij Novgorod           | Stella Rossa Belgrado   |                        |                          |
| 2014-2015 | Chimki Mosca       | 174-130 (66-91 / 83-64)  | Gran Canaria Herbalife      | Bandirma Banvit           | UNICS Kazan'            |                        |                          |
| 2015-2016 |                    | Galatasaray Istanbul     | 140-133 (66-62 / 78-67)     | SIG Strasbourg            |                         | Gran Canaria Herbalife | Aquila Trento            |
| 2016-2017 |                    | CB Málaga                | 2-1 (68-62 / 79-71 / 58-63) | Valencia BC               |                         | Hapoel Gerusalemme     | Lokomotiv Kuban'         |
| 2017-2018 |                    | Darüşşafaka              | 2-0 (78-81 / 67-59)         | Lokomotiv Kuban'          |                         | Reggiana               | Bayern Monaco            |
| 2018-2019 |                    | Valencia                 | 2-1 (89-75 / 95-92 / 89-63) | Alba Berlino              |                         | Andorra                | UNICS Kazan              |
| 2019-2020 | Non assegnato      | Non assegnato            | Non assegnato               | Non assegnato             | Non assegnato           | Non assegnato          | Non assegnato            |
| 2020-2021 |                    | AS Monaco                | 2-0 (89-87 / 83-86)         | UNICS Kazan'              |                         | Herbalife Gran Canaria | Segafredo Virtus Bologna |
| 2021-2022 |                    | Virtus Segafredo Bologna | 80-67                       | Frutti Extra Bursaspor    |                         | Andorra                | Valencia                 |
| 2022-2023 |                    | Gran Canaria             | 71-67                       | Türk Telekom              |                         | Joventut Badalona      | Prometej                 |
| 2023-2024 |                    | Paris                    | 2-0 (77-64 / 81-89)         | JL Bourg-en-Bresse        |                         | Beşiktaş Emlakjet      | London Lions             |
| 2024-2025 |                    | Hapoel Tel Aviv          | 2-0 (74-65 / 94-103)        | Gran Canaria              |                         | Valencia               | Bahçeşehir Koleji        |

### Titoli per club
| Titoli | Squadra              | Anni                   |
| ------ | -------------------- | ---------------------- |
| 4      | Valencia             | 2003, 2010, 2014, 2019 |
| 2      | Lietuvos rytas       | 2005, 2009             |
| 2      | Chimki               | 2012, 2015             |
| 1      | Hapoel Gerusalemme   | 2004                   |
| 1      | Dinamo Mosca         | 2006                   |
| 1      | Real Madrid          | 2007                   |
| 1      | Joventut Badalona    | 2008                   |
| 1      | UNICS Kazan'         | 2011                   |
| 1      | Lokomotiv Kuban      | 2013                   |
| 1      | Galatasaray Istanbul | 2016                   |
| 1      | CB Málaga            | 2017                   |
| 1      | Darüşşafaka          | 2018                   |
| 1      | AS Monaco            | 2021                   |
| 1      | Virtus Bologna       | 2022                   |
| 1      | Gran Canaria         | 2023                   |
| 1      | Paris                | 2024                   |
| 1      | Hapoel Tel Aviv      | 2025                   |

### Titoli per nazioni
| Titoli | Nazione  | Squadra                                                                                           |
| ------ | -------- | ------------------------------------------------------------------------------------------------- |
| 8      | Spagna   | Valencia Basket Club (4), Real Madrid (1), Joventut Badalona (1), CB Málaga (1), Gran Canaria (1) |
| 5      | Russia   | Chimki (2), Dinamo Mosca (1), UNICS Kazan' (1), Lokomotiv Kuban (1)                               |
| 2      | Lituania | Lietuvos rytas (2)                                                                                |
| 2      | Turchia  | Galatasaray Istanbul (1), Darüşşafaka (1)                                                         |
| 2      | Francia  | AS Monaco (1), Paris (1)                                                                          |
| 2      | Israele  | Hapoel Gerusalemme (1), Hapoel Tel Aviv (1)                                                       |
| 1      | Italia   | Virtus Bologna (1)                                                                                |

## Personalità coinvolte

### Allenatori
- Allenatori vincitori della Eurocup

## Premi e riconoscimenti
- Eurocup MVP
- Eurocup Finals MVP
- Eurocup Rising Star
- Eurocup Coach of the Year
- All-ULEB Eurocup Team